# Obiter dictum
Ein Obiter Dictum (lat. „nebenbei Gesagtes“) ist eine in einer Entscheidung eines Gerichtes geäußerte Rechtsansicht, die nicht die gefällte Entscheidung trägt, sondern nur geäußert wurde, weil sich die Gelegenheit dazu bot. Den Gegensatz zum Obiter Dictum bildet die ratio decidendi.

## Gründe
Letztinstanzliche Gerichte fügen ihren Urteilen gelegentlich Obiter Dicta bei, weil sich sonst für die entscheidenden Richter häufig auf lange Zeit keine Möglichkeit mehr bietet, ihre Rechtsauffassung zu ähnlich gelagerten Fällen oder einen Grundsatz kundzutun, der für den Fall keine Rolle spielt. Dies liegt daran, dass in manchen Bereichen seit langem eine gefestigte Rechtsprechung besteht, so dass keine Klagen mehr eingereicht werden, weil diese nur dann erfolgreich wären, wenn eine geänderte Rechtsauffassung gelten würde. Diesen Kreis zwischen dem Fehlen einer geänderten Rechtsauffassung und gleichzeitig dem daraus resultierenden Fehlen von Urteilen sollen Obiter Dicta durchbrechen.

## Kritik
Nach Auffassung des damaligen BAG-Vizepräsidenten Hans-Jürgen Dörner haben Obiter Dicta „die Schwäche, zur konkreten Rechtsfindung des Einzelfalls nichts beizutragen, die Leser regelmäßig zu verwirren und häufig späteren Erkenntnissen im Wege zu stehen“. Im günstigsten Fall trägt ein Obiter Dictum zur Rechtsfortbildung bei. Abgesehen von dem von Dörner beschriebenen „Rechtsverwirrungsmoment“ besteht überdies die Gefahr der Missachtung des Prinzips der Gewaltenteilung. Das Gericht hat nur den jeweiligen Einzelfall, also betreffend den vorliegenden Streitgegenstand zu entscheiden. Widerspricht das Gericht per Obiter Dictum geltendem Recht, greift es über seinen Entscheidungsauftrag hinaus der Gesetzgebungskompetenz der Legislative vor. Das gilt auch für das deutsche Bundesverfassungsgericht: Ultima ratio seiner Kompetenz wäre die Nichtigkeitserklärung gemäß § 31 Abs. 2 Satz 2 BVerfGG.

## Obiter Dicta nach Staat

### Deutschland
Ein bekanntes Obiter Dictum wurde 1993 vom Zweiten Senat des Bundesverfassungsgerichts (BVerfG) im Urteil zur Neuregelung des Schwangerschaftsabbruchs ausgesprochen. Der Senat stellte fest, dass eine rechtliche Qualifikation des Daseins eines Kindes als Schadensquelle von Verfassung wegen nicht in Betracht komme. Deshalb verbiete es sich, die Unterhaltspflicht für ein Kind als Schaden zu begreifen. Mit dieser Feststellung, die für das eigentliche Normenkontrollverfahren ohne jede Bedeutung war, wandte sich der Zweite Senat gegen die Rechtsprechung des Bundesgerichtshofs (BGH) zur Haftung von Ärzten für ungewollte Schwangerschaften. Das Oberlandesgericht Düsseldorf bemerkte daraufhin, eine „beiläufige und nicht bindende Bemerkung“ des Bundesverfassungsgerichts führe nicht dazu, dass weder Schadensersatz noch Schmerzensgeld zu gewähren seien. Nachdem der BGH von seiner ständigen Rechtsprechung jedoch auch nach der Entscheidung des Zweiten Senats des BVerfG nicht abrückte, da er in den Ausführungen des Zweiten Senats des BVerfG nur ein unverbindliches Obiter Dictum erblickt, wurde kurz darauf anhand einer Verfassungsbeschwerde der – für Zivilsachen zuständige – Erste Senat des BVerfG angerufen. Dieser bestätigte die Ansicht des BGH.

### Common law
Im anglo-amerikanischen common law sind Obiter Dicta anders als die ratio decidendi eines Urteils in einem Präzedenzfall kein binding precedent, also nicht für die unteren Gerichte bindend. Dennoch werden sie oft in Entscheidungen mit einbezogen.